# Nephodia azenia
Nephodia azenia là một loài bướm đêm trong họ Geometridae.